# Yang Ming T-Klasse
Die ULCS-Containerschiffe der T-Klasse werden in Langzeitchartern von der taiwanischen Reederei Yang Ming eingesetzt.

## Geschichte
Die 14 Einheiten umfassende Baureihe wurde 2015 bei der Yangzijiang Shipbuilding Group in China und Imabari Shipbuilding in Japan in Auftrag gegeben. Fünf Einheiten entstanden beim chinesischen Schiffbauunternehmen Jiangsu Yangzi Xinfu Shipbuilding und wurden über die chinesische Bank of Communications finanziert. Ursprünglich wurden hier fünf Schiffe von der Reederei Costamare als Vercharterer bestellt. Die Order wurde später auf acht Einheiten erhöht, die letzten der Einheiten aber am 24. März 2022 aufgrund von Schwierigkeiten im Bauablauf wieder abbestellt. Die restlichen über den Schiffsfinanzierer Shoei Kisen Kaisha abgewickelten Einheiten des Imabari 11.000-TEU-Typs entstanden auf den Imabari-Werften in Mihara und Marugame. Im Juli 2020 wurde mit der YM Triumph das erste der Schiffe abgeliefert. Die einzelnen auf Einschiffsgesellschaften eingetragenen Schiffe werden in Langzeitchartern an Yang Ming vermietet und im Liniendienst zwischen Amerika und Ostasien eingesetzt.

## Technik
Schiffbaulich sind die beim DNV und dem Lloyd’s Register klassifizierten Schiffe wie die Mehrzahl der schon in Betrieb befindlichen ULCS-Baureihen ausgelegt. Das Deckshaus ist etwa am Ende des vorderen Schiffsdrittels angeordnet, was einen verbesserten Sichtstrahl und somit eine höhere vordere Decksbeladung ermöglicht, während Schornstein und Maschinenanlage im hinteren Drittel liegen. Vor dem Deckshaus sind sechs 40-Fuß-Bays, dahinter zehn Bays und hinter dem Maschinenaufbau vier weitere Bays angeordnet. Die Bunkertanks sind unterhalb des Aufbaus angeordnet; sie erfüllen die einschlägigen MARPOL-Vorschriften. Die Laderäume der Schiffe werden mit Pontonlukendeckeln verschlossen. Die maximale Containerkapazität wird abhängig von den jeweils etwas abweichenden Werftbautypen mit 11.714 und 12.726 TEU angegeben. Weiterhin sind 1000 Anschlüsse für Integral-Kühlcontainer vorhanden.
Der Antrieb der Schiffe besteht jeweils aus einem Zweitakt-Dieselmotor, der auf einen einzelnen Festpropeller wirkt. Es wurden Hauptmotoren der MAN B&W-Typen 8G95ME-C mit 42.420 kW Leistung und 9S90ME-C mit 54.900 kW Leistung verbaut. Es sind zwei Hilfsdiesel des Typs Hyundai 8H32/40 und zwei weitere des Typs Hyundai 7H32/40 verbaut. Die An- und Ablegemanöver werden durch ein Bugstrahlruder unterstützt.

## Die Schiffe
| Yang Ming T-Klasse | Yang Ming T-Klasse                | Yang Ming T-Klasse | Yang Ming T-Klasse | Yang Ming T-Klasse         |
| Bauname            | Bauwerft Baunummer                | IMO- Nummer        | Ablieferung        | Umbenennungen und Verbleib |
| ------------------ | --------------------------------- | ------------------ | ------------------ | -------------------------- |
| YM Triumph         | Jiangsu Yangzi Xinfu YZJ2015-2057 | 9860908            | 24. Juli 2020      | so in Fahrt                |
| YM Truth           | Jiangsu Yangzi Xinfu YZJ2015-2058 | 9860910            | 7. August 2020     | so in Fahrt                |
| YM Totality        | Jiangsu Yangzi Xinfu YZJ2015-2059 | 9860922            | 25. September 2020 | so in Fahrt                |
| YM Target          | Jiangsu Yangzi Xinfu YZJ2015-2060 | 9860934            | 4. Februar 2021    | so in Fahrt                |
| YM Tiptop          | Jiangsu Yangzi Xinfu YZJ2015-2061 | 9860946            | 27. Mai 2021       | so in Fahrt                |
| YM Travel          | Imabari Mihara 2633               | 9878503            | 2021               | so in Fahrt                |
| YM Topmost         | Imabari Mihara 2635               | 9878515            | 2021               | so in Fahrt                |
| YM Trust           | Imabari Mihara 2636               | 9789972            | November 2021      | so in Fahrt                |
| YM Together        | Imabari Mihara 2637               | 9789984            | Dezember 2021      | so in Fahrt                |
| YM Trophy          | Imabari Mihara 2638               | 9789996            | April 2022         | so in Fahrt                |
| YM Tutorial        | Imabari Mihara 2681               | 9792618            | 2022               | so in Fahrt                |
| YM Throne          | Imabari Mihara 2683               | 9792694            | August 2022        | so in Fahrt                |
| YM Tranquility     | Imabari Marugame 1880             | 9792682            | Juli 2022          | so in Fahrt                |
| YM Trillion        | Imabari Marugame 1881             | 9792709            | 21. September 2022 | so in Fahrt                |
| Daten: Equasis     |                                   |                    |                    |                            |